# Rue Lacaille (ancienne voie de Paris)
Pour l’article homonyme, voir Rue Lacaille, une voie du 17e arrondissement de Paris.
La rue Lacaille, également orthographiée rue de la Caille, est une ancienne voie du 14e arrondissement de Paris. Elle ne doit pas être confondue avec l'actuelle rue Lacaille, située dans le 17e arrondissement.

## Situation
La rue commençait au boulevard d'Enfer (actuel boulevard Raspail) et finissait rue d'Enfer (actuelle avenue Denfert-Rochereau). Elle était longue de 125 m. Jusqu'en 1859, elle était située dans le 12e arrondissement, quartier de l'Observatoire.
Après 1859, elle est située dans le 14e arrondissement, quartier du Montparnasse.

## Origine du nom
Elle est dénommée en l'honneur de Nicolas Louis de Lacaille, astronome né le 15 mars 1713 et décédé le 21 mars 1762.

## Histoire
La rue apparaît sans dénomination sur le plan d'Edme Verniquet, levé de 1785 à 1789. Dans un acte du 19 Floréal an VI, elle est nommée « ruelle de la Tour brûlée ». La voie, sur le plan de Paris en 1838, par Ambroise Tardieu, est appelée « rue de Lacaille ». Une décision ministérielle du 4 octobre 1817 fixe la largeur de cette voie publique à 8 m. En vertu d'une ordonnance royale du 19 juillet 1840, cette dimension est portée à 10 m. De ce fait, les constructions riveraines sont soumises à un fort retranchement. 
La rue est supprimée en 1879. Les 96 et 98, avenue Denfert-Rochereau et le 285, boulevard Raspail occupent son emplacement.